# Zawilec wielkokwiatowy
Zawilec wielkokwiatowy, zawilec leśny (Anemone sylvestris L.) – gatunek rośliny należący do rodziny jaskrowatych.

## Rozmieszczenie geograficzne
Występuje w stanie dzikim w północnej, środkowej, południowej i wschodniej Europie oraz w Azji (zachodnia Azja, Syberia, Chiny, Mongolia, Kaukaz). W Polsce głównie na niżu na rozproszonych stanowiskach. Najczęściej występuje nad dolną Odrą i Wisłą, na Pojezierzu Mazurskim oraz na Wyżynie Małopolskiej i Lubelskiej. W Karpatach potwierdzono jego występowanie na jednym tylko stanowisku na wzniesieniu Średni Grojec w Kotlinie Żywieckiej (450–455 m n.p.m.).

## Morfologia
ŁodygaWzniesiona o wysokości do 40 cm. Pod ziemią roślina posiada wrzecionowate kłącze z długimi rozłogami.
LiścieOkrągławe, przeważnie pięciodzielne z odcinkami o dwóch, trzech wcięciach. Liście odziomkowe rozwijają się całkowicie dopiero po okresie kwitnienia. Na spodniej stronie liście są kosmate. Liście podkwiatostanowe są ogonkowe i od siebie wyraźnie oddzielone.
KwiatyBiałe, o delikatnym zapachu, duże, o średnicy 4–7 cm. Czasami spotyka się kwiaty żółte. Wyrastają pojedynczo w okółku liści szczytowych. Okwiat jest na spodniej stronie jedwabiście owłosiony.
OwocePuszyste, białowełniste z krótkim dzióbkiem.

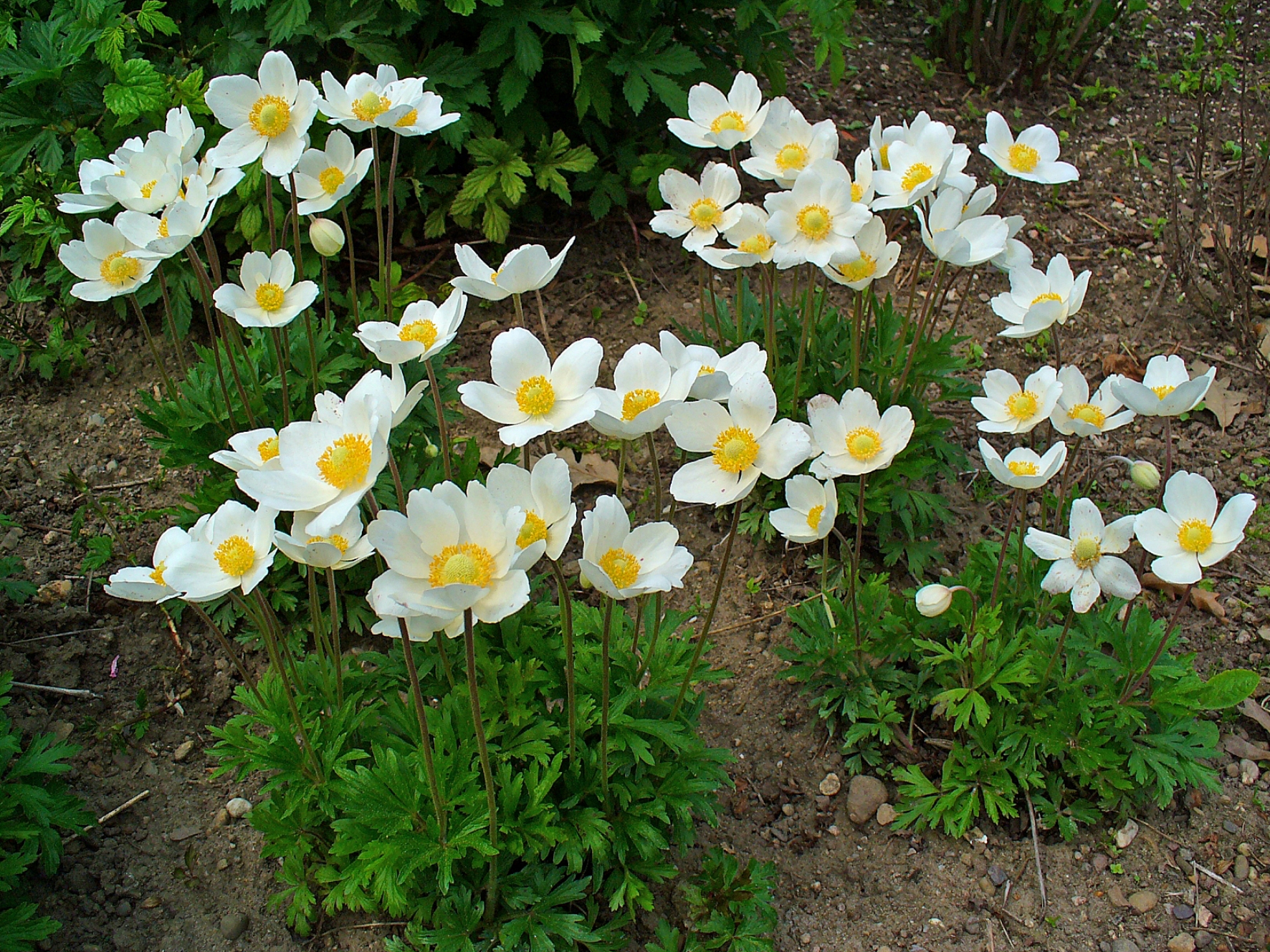
Pokrój
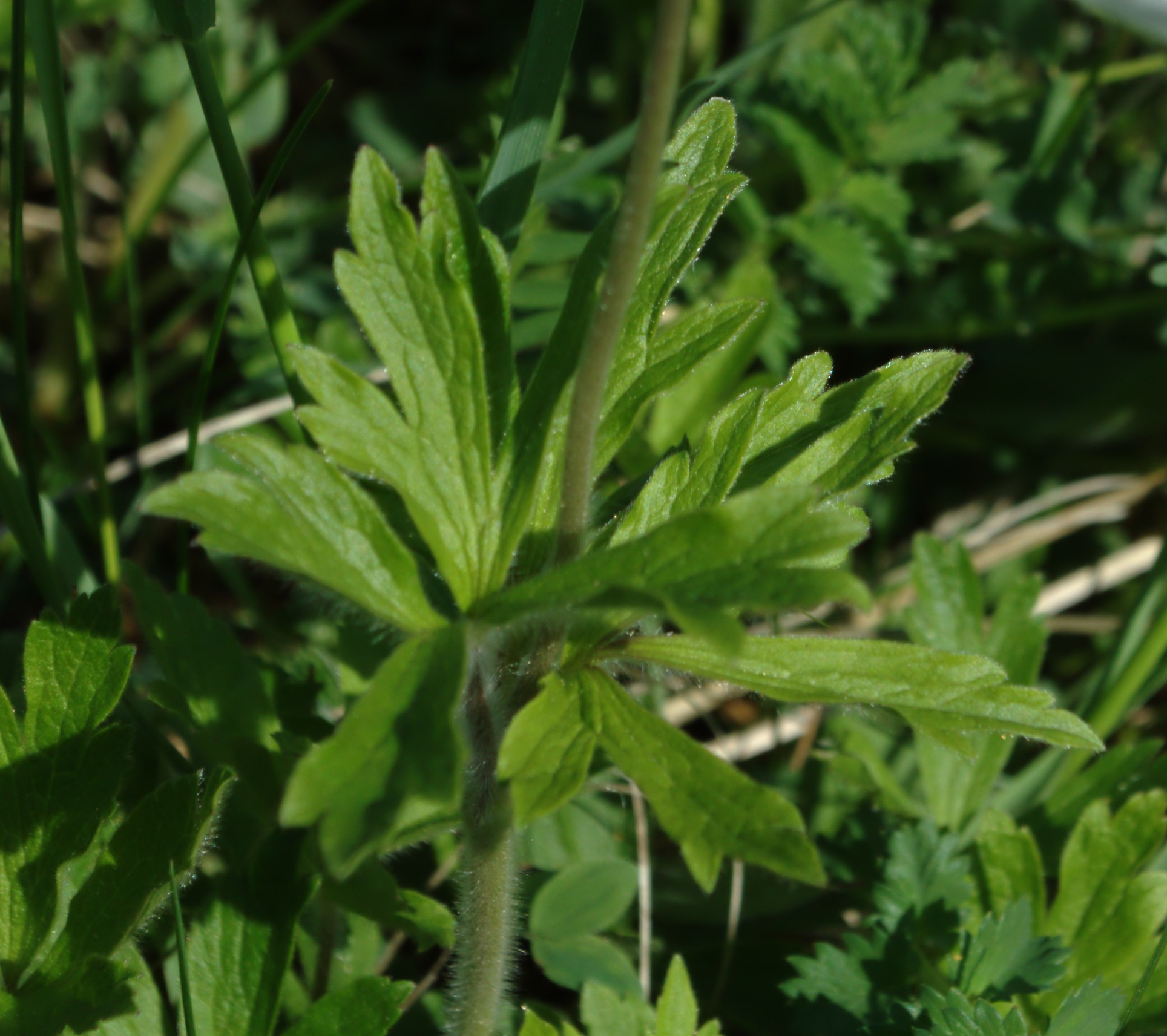
Liście
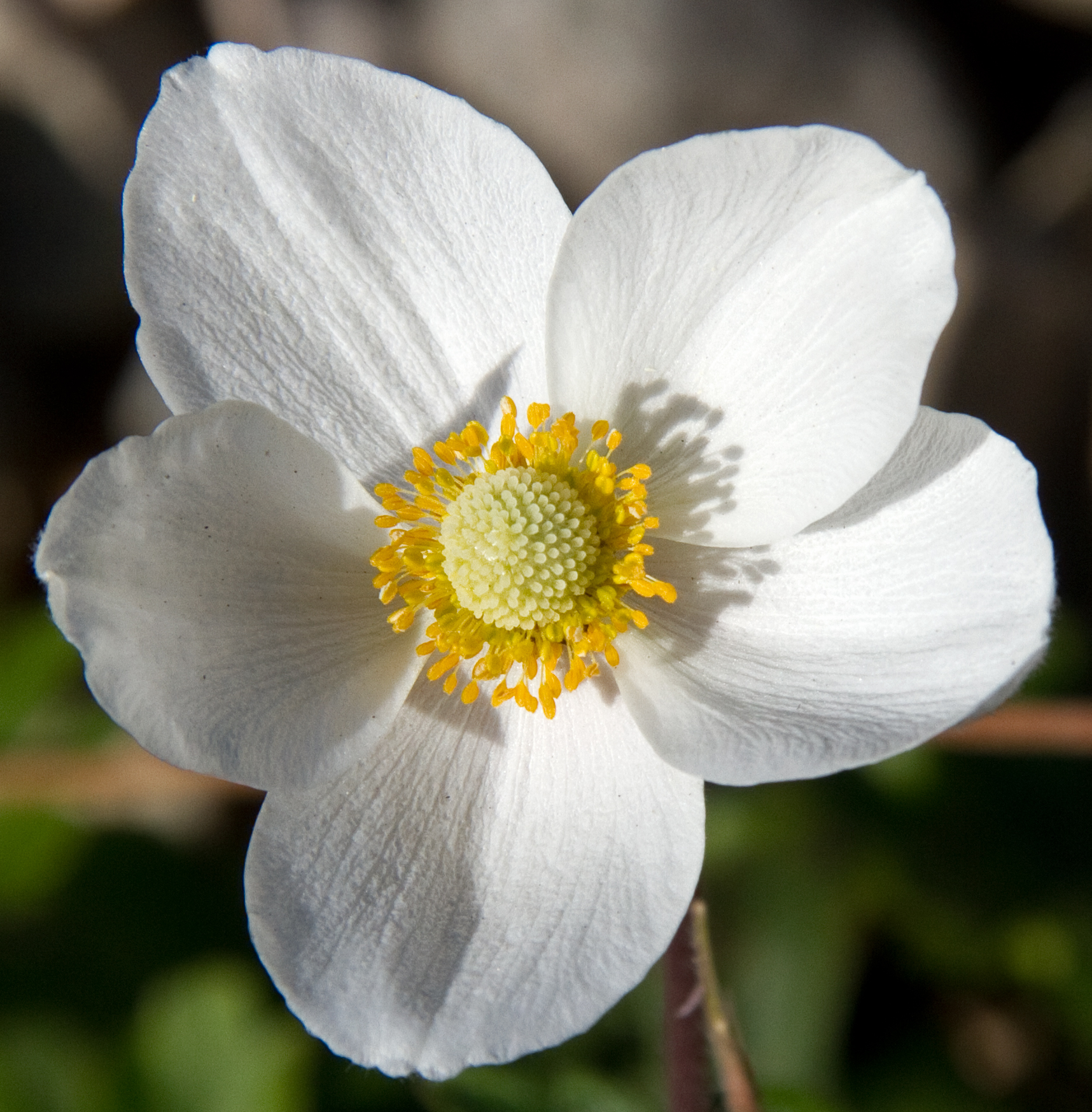
Kwiat
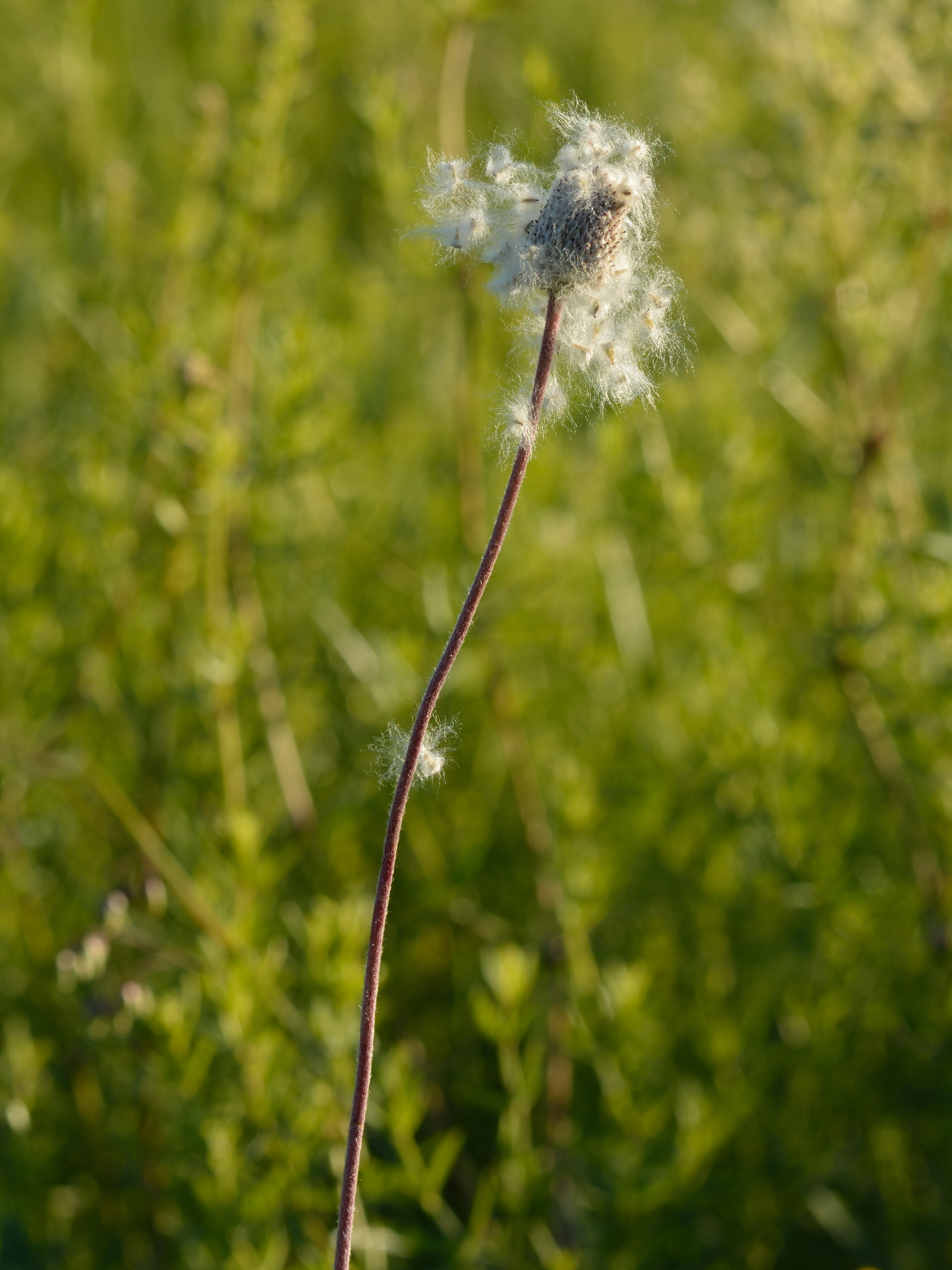
Owoce

## Biologia i ekologia

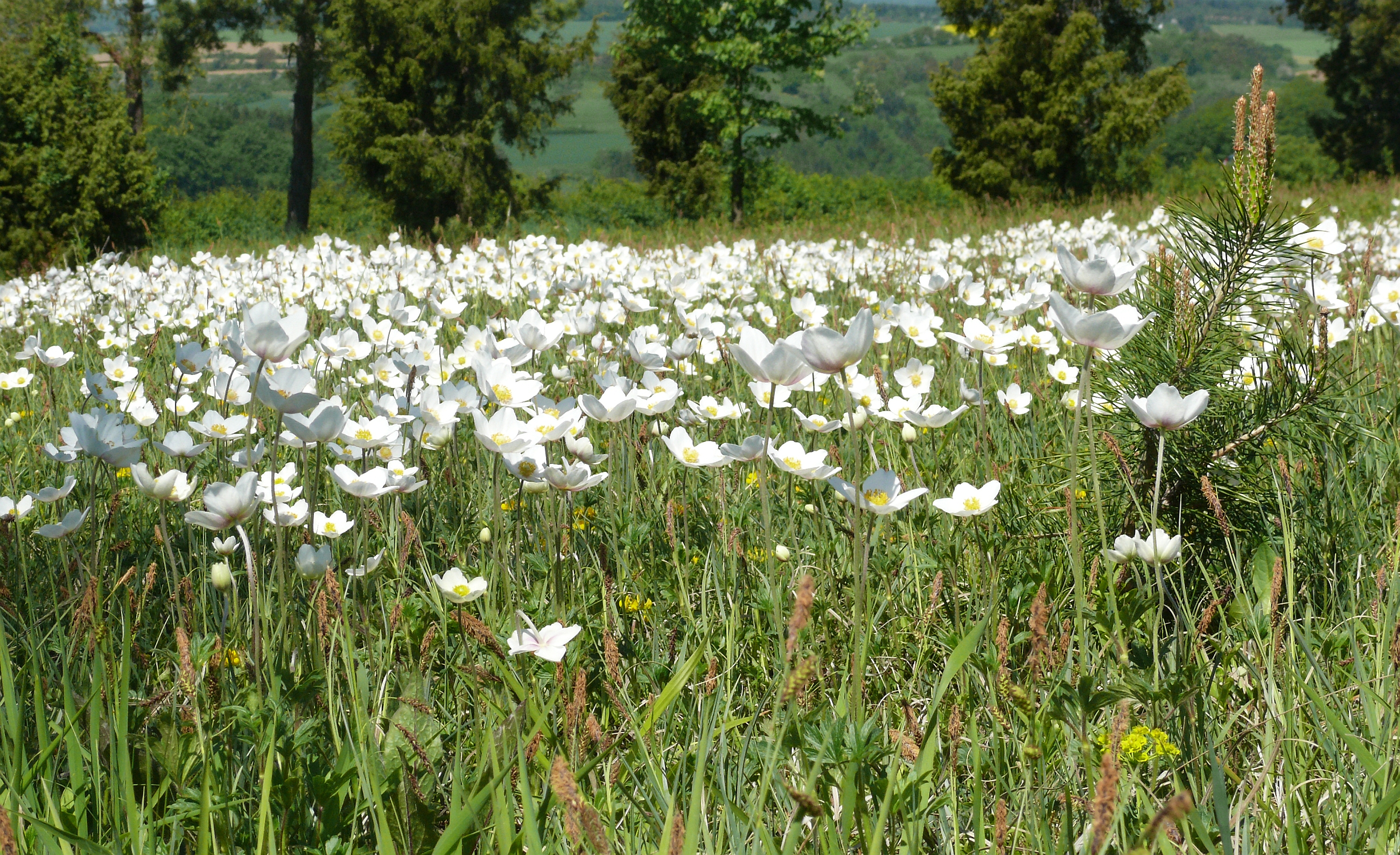
Łan zawilców

Bylina, hemikryptofit. Kwitnie od kwietnia do końca maja. Wytwarza dużo pyłku, jest owadopylny. Pod wieczór kwiaty zamykają się i zwisają. Siedlisko: suche, słoneczne zbocza, widne, suche lasy i ich obrzeża, murawy. Nasiona rozsiewane są przez wiatr (anemochoria). Preferuje gleby luźne, żyzne, zawierające wapń. Roślina może także rozmnażać się wegetatywnie. Występuje w populacjach liczących do kilkuset osobników. W klasyfikacji zbiorowisk roślinnych gatunek charakterystyczny dla Ass. Geranio-Anemonetum sylvestris. Liczba chromosomów 2n = 16. Cała roślina jest lekko trująca. Powoduje mdłości, biegunki, krwawienia i podrażnienia skóry.

## Zagrożenia i ochrona
Od 2014 roku roślina jest objęta w Polsce częściową ochroną gatunkową. W latach 1946–2014 gatunek znajdował się pod ochroną ścisłą. Zagrożeniem dla gatunku jest wykopywanie go i przesadzanie do ogródków przydomowych, przeznaczenie do gospodarczego użytkowania muraw kserotermicznych, w których występuje, czy też zarastanie ich przez wyższą roślinność.

## Zastosowanie i uprawa
Roślina ozdobnaJako roślina ozdobna przydatna jest do obsadzania słonecznych skarp, tarasów oraz kamienistych rabat. Kwitnie przez długi okres od wiosny do wczesnego lata.
UprawaBez problemu znosi zimę. Najlepiej rośnie na podłożu próchnicznym, o odczynie zasadowym i zasobnym w wodę. Można go rozmnażać z nasion, które wysiewa się zaraz po zbiorze, lub przez podział kłącza późną jesienią lub bardzo wczesną wiosną. Wśród odmian ogrodowych istnieją m.in. `Grandiflora` o dużych i przewisających kwiatach, `Elisa Fellman` o półpełnych kwiatach.